# 第5空軍 (アメリカ軍)
第5空軍（Fifth Air Force）は、アメリカ空軍における航空軍。太平洋空軍の傘下にあり、主に部隊管理を行う。在日米軍における主要空軍部隊となっており、第5空軍司令官（空軍中将）が代々在日米軍司令官を兼ねている。

## 歴史

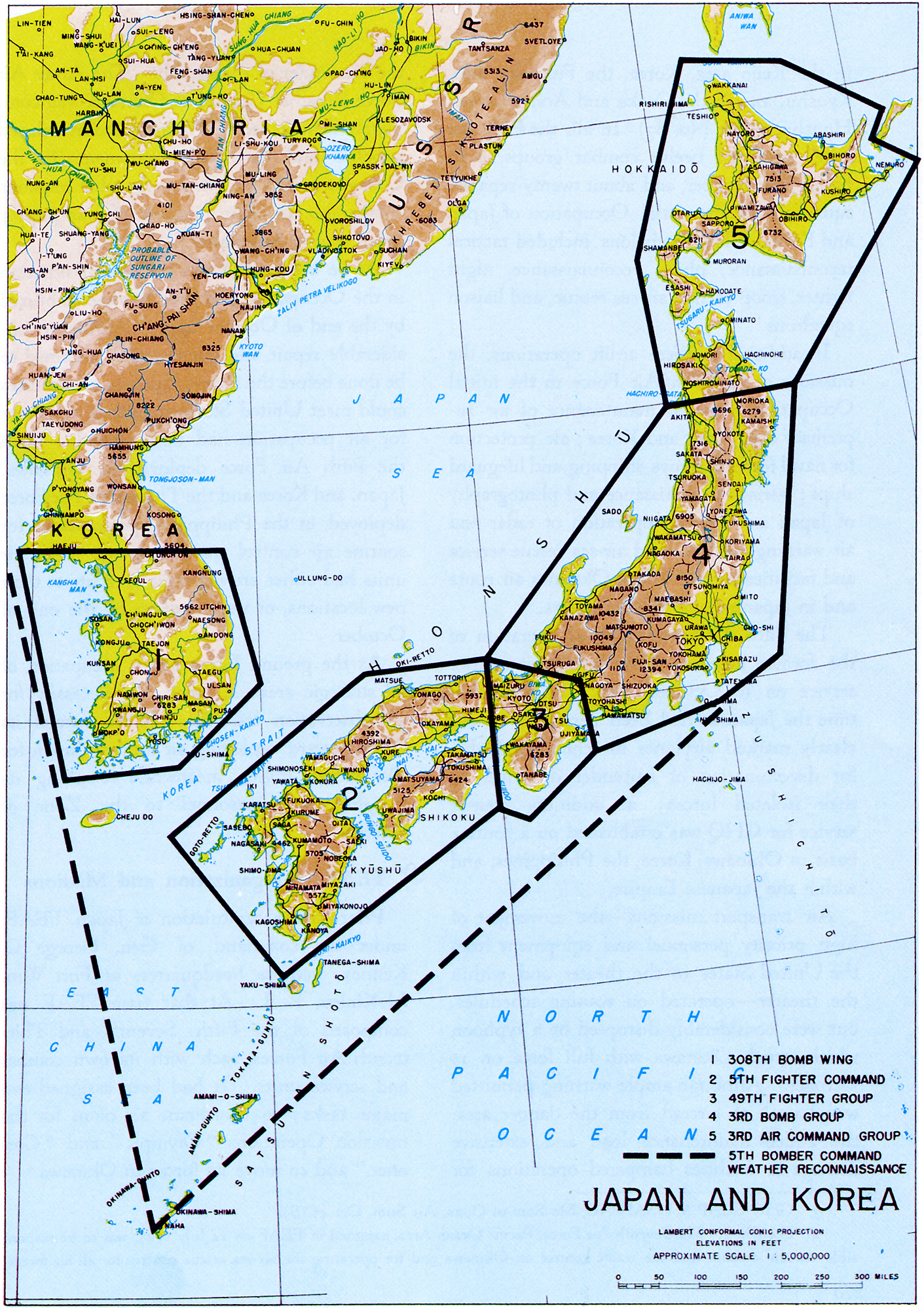
Fifth U.S. Air Force Zones of Responsibility, 1945-1947

太平洋戦争の勃発するまでに、フィリピンに所在するアメリカ極東陸軍(USAFFE)においては210機の航空戦力を有するようになっていた。1941年10月には緊迫した情勢に鑑み、極東空軍(Far East Air Force, FEAF)が編制されている。太平洋戦争の勃発とともにフィリピンの戦いが行われると、FEAFは大きな打撃を受け、オーストラリアに後退した。
1942年9月18日にブリスベンにおいて、FEAF内に第5空軍が編制された。司令官にはジョージ・ケニーがあてられている。第5空軍はP-39やP-40、B-25などを装備し、オーストラリア北東部からパプアニューギニアにかけて所在し、日本軍への反攻を開始している。大戦終結後は日本へ駐留し、占領任務についた。
1950年からの朝鮮戦争においては主力部隊および司令部が朝鮮半島に移動し、北朝鮮軍との戦闘を行っている。
冷戦期およびそれ以後においては日本に駐留し、航空自衛隊や韓国空軍との関係を深めている。2005年6月にはジョージ・ケニーにちなんだ名称のケニー司令部が第13空軍に創設され、太平洋空軍全体の戦闘の指揮をとることになった（韓国の第7空軍は除く）。このため第13空軍第1分遣隊(Detachment 1, 13 AF 別名ケニー司令部ジャパン)が2007年に日本に設立されており、613AOCおよび第5空軍、航空自衛隊との調整などを行なっていたが、第13空軍閉隊後は第5空軍がその機能を引き継いでいる。

## 主要編制
- 第18航空団(18th Wing)-沖縄県 嘉手納飛行場：F-15C/D, KC-135, E-3B/C, HH-60, MC-130H/P, WC-135などを装備
- 第35戦闘航空団-青森県 三沢飛行場：F-16C/Dを装備
- 第374空輸航空団(374th Airlift Wing)-東京都 横田飛行場：C-130J-30を装備